# Emulátor počítače ZX Spectrum
Emulátor počítače ZX Spectrum je program, který umožňuje spouštět programy pro počítače Sinclair ZX Spectrum na počítačích se ZX Spectrem nekompatibilních. Emulátory počítačů Sinclair ZX Spectrum vznikaly od doby, kdy vznikly samotné počítače. Emulátor ZX Spectra byl dodáván i s počítačem Sinclair QL. Existují emulátory pro počítače Commodore 64, Commodore Amiga, PC. K žádnému jinému počítači, včetně ostatních osmibitových počítačů, nevzniklo tolik jeho emulátorů, jako emulátorů ZX Spectra.
Poznámka: Seznam emulátorů není úplný.

## Emulátory pro počítače PC

### Fuse - the Free Unix Spectrum Emulator
Kromě počítačů ZX Spectrum 16K/48K/128K/+2/+2A/+3, Pentagon umožňuje emulovat počítače ZX Spectrum SE, Timex Sinclair 2068, Timex Computer 2068, Timex Computer 2048, Pentagon, Pentagon 1024SL a Scorpion ZS-256 a rozšíření ZX Spectrum +3e. Společně s emulátorem je vyvíjena knihovna libspectrum.

### SP
Emulátor SP (autoři J. Światek a K. Mąkowski) nepatří mezi emulátory s mnoha schopnostmi. Emulátor neumožňuje využívat některé klávesy PC klávesnice, nezobrazuje korektně všechny barvy a pro ukládání veškerých dat používá jediný soubor tape_zx.spc jako virtuální magnetofonovou kazetu.

### Spec256
Spec256 je emulátor, který umožňuje programům zobrazovat 256 barev místo 16. Pro využití této možnosti ale musí být programy upraveny.

### Spectemu
Spectemu je emulátor ZX Spectra 48K pro Linux. Nepraktickou vlastností emulátoru je, že pokud nějaký příkaz očekává zadání parametru, je jeho hodnotu nutné zadat nikoliv v okně emulátoru, ale v okně konzole, ze které byl emulátor spuštěn.

### X128
Emulátor X128 emuluje počítače ZX Spectrum 48K/128K/+2/+2A/+3, Pentagon a Scorpion. Ve verzi 0.94 byla přidána neúplná emulace počítačů ZX81 a Profi+.

### Z80
Z80 je emulátor, který emuluje ZX Spectrum 48K a ZX Spectrum 128K. Volitelně je možné emulovat ZX Interface 1 a ZX Microdrive a při emulaci ZX Spectra 48K také SamRam. Kromě emulovaného magnetofonu pomocí souborů .tap emulátor umožňuje použít reálný magnetofon připojený přes paralelní port. Microdrive je emulováno pouze pomocí souborů .mdr. Sériový port ZX Interface 1 je možné nasměrovat do souboru, na sériový port, nebo na paralelní port. Emulátor umožňuje načítat a ukládat obrazy paměti ZX Spectra ve formátu .z80. Autorem emulátoru je Gerton Lunter.

### ZX
Emulátor ZX (autoři Eduard Rindt a Luděk Brukner) který neemuluje vyváženě všechny instrukce procesoru Z80, takže některé programy v něm běží rychleji a jiné pomaleji než na skutečném ZX Spectru. Emulátor emuluje i ZX Printer, ale neemuluje správně registr R procesoru Z80. Emulace magnetofonu si hlídá vstupní body rutin LD_BYTES, LD_EDGE1, LD_EDGE2 a SA_BYTES, takže v emulátoru nefungují programy používající vlastní nahrávací rutiny. Emulátor byl distribuován bez souboru obsahujícím ROM ZX Spectra, místo ní bylo přítomné demo. Emulátor zapisuje přímo do videopaměti, což poněkud komplikuje jeho provoz po Windows.
S emulátorem byly dodávány programy ZXLOAD pro převod souborů z pásky na disk, CAL pro správné nastavení hlavy magnetofonu a Tape Manager pro převod souborů mezi emulátorem a DOSem.

### ZX Spectrum Emulátor
ZX Spectrum Emulátor (autoři Ivan Havalda a Ivan Červenka) kromě samotného ZX Spectra emuluje i disketovou jednotku Didaktik 40 a umožňuje nastavit rychlost emulace. Emulátor má vestavěný assembler a disassembler.

### ZXMak2
ZXMak2 je emulátor, který kromě ZX Spectra 48K, ZX Spectra 128K a ZX Spectra +3 emuluje ruské varianty ZX Spectra Pentagon 128, Scorpion ZS-256, ATM 4.50, Profi 5xx, Kvorum 256, Leningrad 1, Sprinter, od verze 2.7.29 i počítače Pentagon 512, Pentagon 1024, ATM 7.10, Profi 3.xx, Byte 48K a ZX Spectrum s pamětí rozšířenou podle Lamače na 528 KiB (LEC 48/528).

### ZXSpin
Další z řady emulátorů.

## Emulátory pro Sinclair QL
Pro počítače Sinclair QL existují emulátory ZeXcel, ZM/128 & ZM/hT, Spectator a Speculator. ZeXcel umožňuje emulovat ZX Spectrum 48K a ZX Spectrum 128K +2 s možností emulace připojeného ZX Interface 1 a je kompatibilní s emulátorem Z80 Gertona Luntera.